# 利馬瓦迪區
利馬瓦迪區 （Limavady Borough Council；愛爾蘭語：Comhairle Baile Léim an Mhadaidh）是北愛爾蘭的一個區，位於北愛西北部，北臨大西洋，西臨福伊爾灣。面積586平方公里，2006年人口 34,300人。區行政中心為利馬瓦迪。